# Aafke
Aafke is een oude Friese meisjesnaam. Het is gerelateerd aan Ave. De oorsprong  van Ave is moeilijk na te gaan. De naam wordt wel in verband gebracht met de Germaanse naamstam "alf", met de betekenis "elf". De naam betekent waarschijnlijk "bovenaards, niet-goddelijk wezen" of "elf".

## Bekende naamdraagsters
- Anne Aafke Sol, comédienne uit Noord-Holland
- Aafke Komter, bijzonder hoogleraar in 'vergelijkende studies van maatschappelijke solidariteit aan het University College in Utrecht
- Aafke Hulk, hoogleraar Franse taalkunde aan de UvA
- Aafke van Leeuwen, jiu jitsuka
- Aafke Bruining, Nederlandse actrice
- Aafke Kelly, Nederlandse kunstenares